# NGC 3292
NGC 3292 (również PGC 31370) – galaktyka soczewkowata (S0), znajdująca się w gwiazdozbiorze Sekstantu. Odkrył ją Lewis A. Swift 16 kwietnia 1887 roku.
Znajdująca się w pobliżu niej galaktyka PGC 31364 jest czasem nazywana NGC 3292-2.